# غوست إن ذا شيل: عقدة مستقلين - مجتمع سوليد ستايت
غوست إن ذا شيل: عقدة مستقلين - مجتمع سوليد ستايت (باليابانية: 攻殻機動隊 STAND ALONE COMPLEX Solid State Society) فيلم أنمي ياباني صدر عام 2006 كجزء من سلسلة غوست إن ذا شيل: عقدة مستقلين ومقتبس من مانغا غوست إن ذا شيل للمنغاكا ماساموني شيرو. الفيلم من إنتاج برودكشن آي جي واخراج كينجي كامياما.

## القصة
تدور احداث الفيلم عام 2034، بعد سنتين من نهاية احداث الموسم الثاني من غوست إن ذا شيل: عقدة مستقلين. توغوسا الآن هو قائد فريق القسم التاسع في الأمن العامة الذي يشهد توسعة في الحجم. يحقق القسم التاسع في سلسلة من الحوادث المعقدة، منها حادثة انتحار كا روم الدكتاتور السابق لجمهورية سياك، الذي يؤدي إلى كشف مؤامرة إرهابية تستخدم الأطفال كناقلات لفيروس سيبراني. وتكشف التحقيقات أن هاكر يدعى «محرك الدمى» يقف خلف كل هذه الحوادث.

## الشخصيات
- موتوكو كوساناغي (باليابانية: 草薙 素子)

مؤدية الصوت: أتسوكو تاناكا.
- باتو (باليابانية: バトー)

مؤدي الصوت: أكيو أوتسوكا.
- توغوسا (باليابانية: トグサ)

مؤدي الصوت: كويتشي ياماديرا.
- دايسكي اراماكي (باليابانية: 荒巻 大輔)

مؤدي الصوت: اوسامو ساكا.
- اشيكاوا (باليابانية: イシカワ)

مؤدي الصوت: يوتاكا ناكانو.
- سايتو (باليابانية: サイトー)

مؤدي الصوت: تورو أوكاوا.
- باز

مؤدي الصوت: تاكاشي أونوزوكا.
- بورما

مؤدي الصوت: تارو ياماغوتشي.

## روابط خارجية
- غوست إن ذا شيل: عقدة مستقلين - مجتمع سوليد ستايت على موقع IMDb (الإنجليزية)
- غوست إن ذا شيل: عقدة مستقلين - مجتمع سوليد ستايت على موقع نتفليكس (الإنجليزية)
- غوست إن ذا شيل: عقدة مستقلين - مجتمع سوليد ستايت على موقع قاعدة بيانات الفيلم (الإنجليزية)
- غوست إن ذا شيل: عقدة مستقلين - مجتمع سوليد ستايت على موقع ليتربوكسد (الإنجليزية)
- غوست إن ذا شيل: عقدة مستقلين - مجتمع سوليد ستايت على موقع كينوبويسك (الروسية)
- غوست إن ذا شيل: عقدة مستقلين - مجتمع سوليد ستايت على موقع ANN anime (الإنجليزية)